# Maniac (film 2012)
Maniac to amerykańsko-francuski film fabularny z 2012 roku, napisany i wyprodukowany przez Alexandre’a Aja oraz wyreżyserowany przez Francka Khalfouna. Remake filmu o tym samym tytule z 1980.
Światowa premiera projektu nastąpiła 26 maja 2012 podczas Międzynarodowego Festiwalu Filmowego w Cannes. Rolę tytułowego mordercy z głębokim urazem psychicznym odegrał Elijah Wood. Obraz zebrał mieszane recenzje krytyków.

## Obsada[2]
- Elijah Wood - Frank
- Nora Arnezeder - Anna
- America Olivo - Matka Franka
- Sammi Rotibi - Jason
- Megan Duffy - Lucie
- Genevieve Alexandra - Jessica
- Sal Landi - Detektyw
- Steffinnie Phrommany - Stephanie
- Dan Hunter - Nick
- Délé Ogundiran - Policjantka
- Joshua De La Garza - Martin Nunez

## Nagrody i wyróżnienia
- 2012, Chicago International Film Festival:
  - nominacja do nagrody Gold Hugo w kategorii After Dark Competition (wyróżniony: Franck Khalfoun)
- 2012, Neuchâtel International Fantasy Film Festival:
  - nominacja do nagrody Narcisse w kategorii najlepszy film fabularny (Franck Khalfoun)[3]